# Rostbröstad tangara
För fågelarten Poospiza thoracica, se kastanjebröstad tangara
Rostbröstad tangara (Poospiza nigrorufa) är en fågel i familjen tangaror inom ordningen tättingar.

## Utseende och läte
Rostbröstad tangara är en medelstor finkliknande tangara. Ovansidan är grå och undersidan kanelbrun med vitt centralt på buken. På huvudet syns ett vitt mustaschstreck och ett långt vitt ögonbrynsstreck som övergår i kanelbrunt bakom ögat. Stjärten är vitspetsad. Sången består av en serie med tre toner som på engelska återges som "tweet tweet-chew" eller "Who dressed you?".

## Utbredning och systematik
Fågeln förekommer från centrala Bolivia till västra Argentina samt från östra Paraguay och södra Brasilien genom Uruguay till östra Argentina. Tidigare behandlades kastanjetangara (Poospiza whitii) som en underart, och vissa gör det fortfarande.

### Familjetillhörighet
Liksom andra finkliknande tangaror placerades denna art tidigare i familjen Emberizidae. Genetiska studier visar dock att den är en del av tangarorna.

## Levnadssätt
Rostbröstad tangara hittas i buskiga områden och öppen skogsmark nära vatten. Den kan också frekventera trädgårdar.

## Status
Arten har ett stort utbredningsområde och beståndet anses vara stabilt. Internationella naturvårdsunionen IUCN listar den därför som livskraftig (LC).